# لوك بريان
توماس لوثر بريان (بالإنجليزية: Thomas Luther Bryan) الشهير بلوك بريان (بالإنجليزية: Luke Bryan) وهو مغني ومؤلف أغاني وعازف أمريكي في فن البوب. ولد في 17 يوليو 1976 في بلدة ليسبورغ في ولاية جورجيا في الولايات المتحدة. ينحدر من أصول ناشفيل، تينيسي الولايات المتحدة. إحتلت أغانيه المراتب الأولى في الولايات المتحدة في عام 2013 مثل أغنية "thats my kind of night". يتقن بريان العزف على القيثارة والبيانو.

## روابط خارجية
- لوك بريان على موقع IMDb (الإنجليزية)
- لوك بريان على موقع ميوزك برينز (الإنجليزية)
- لوك بريان على موقع رولينغ ستون (الإنجليزية)
- لوك بريان على موقع إن إن دي بي (الإنجليزية)
- لوك بريان على موقع أول ميوزيك (الإنجليزية)
- لوك بريان على موقع ديسكوغز (الإنجليزية)
- لوك بريان على موقع قاعدة بيانات الفيلم (الإنجليزية)